# Noctua flavomaculata
Noctua flavomaculata là một loài bướm đêm trong họ Noctuidae.